# اليسار حاموش
اليسار حاموش ممثلة ومدبلجة لبنانية.

## عن حياتها
انطلاقتها كانت عام 1994 بعمل عنوانه «مع الإنسان» للمخرج وعد علامة وشاركت في مسلسل «مدى العمر» لمروان نجار بدايتها في المسرح كانت وهي لا تزال طالبة
قدمت أعمال منها «لعب الفار» لمروان نجار، وأعمال مع شكيب خوري و«أنثى القمر» مع العراقي باسم قهار.

### حياتها الأسرية
متزوجة ولديها ولدان سالومي وأنطوان.

### الغياب وعودتها للشاشة
غابت عن الشاشة لمدة عشرة سنوات لتعود عام 2013 من خلال عدة أعمال منها بمسلسلات من كتابة طارق سويد 

## أعمالها

### في التلفزيون
| سنة الإنتاج | اسم المسلسل       | الشخصية         |
| ----------- | ----------------- | --------------- |
| 2020        | DNA               |                 |
| 2020        | رصيف الغرباء      | (هند أم نديم)   |
| 2018        | بوح السنابل       | (وفاء أم حوراء) |
| 2018        | حنين الدم         | (نجوى)          |
| 2018        | كل الحب كل الغرام | (حنان)          |
| 2017        | الشقيقتان         | (عدلة)          |
| 2017        | صمت الحب          | (ليلى)          |
| 2013        | أماليا            |                 |
| 2013        | كفى               |                 |
| 2010        | متل الكذب         |                 |
| 2001        | بنت الحي          |                 |
| 1997        | رمح النار         |                 |
| 1997        | مدى العمر         |                 |
| 1997        | طالبين القرب      |                 |
| 1996        | الحكم لكم-برنامج  | (عدة شخصيات)    |
| 1994        | الإنسان           |                 |
|             | شارع الأيام       |                 |
|             | كومبارس           |                 |
|             | ليل الذئاب        |                 |
|             | الأخرس            |                 |
|             | قد أكون أنا       |                 |

### في المسرح
| سنة الإنتاج | المسرحية   | الشخصية |
| ----------- | ---------- | ------- |
|             | لعب الفار  |         |
|             | أنثى القمر |         |
|             | عمتي نجيبة |         |

### في الدوبلاج
| سنة الإنتاج | اسم العمل      | نوعه        | الشخصية |
| ----------- | -------------- | ----------- | ------- |
| 1992        | باتي والأصدقاء | رسوم متحركة |         |

## روابط خارجية
- اليسار حاموش على موقع قاعدة بيانات الأفلام العربية